# Jere Myllyniemi

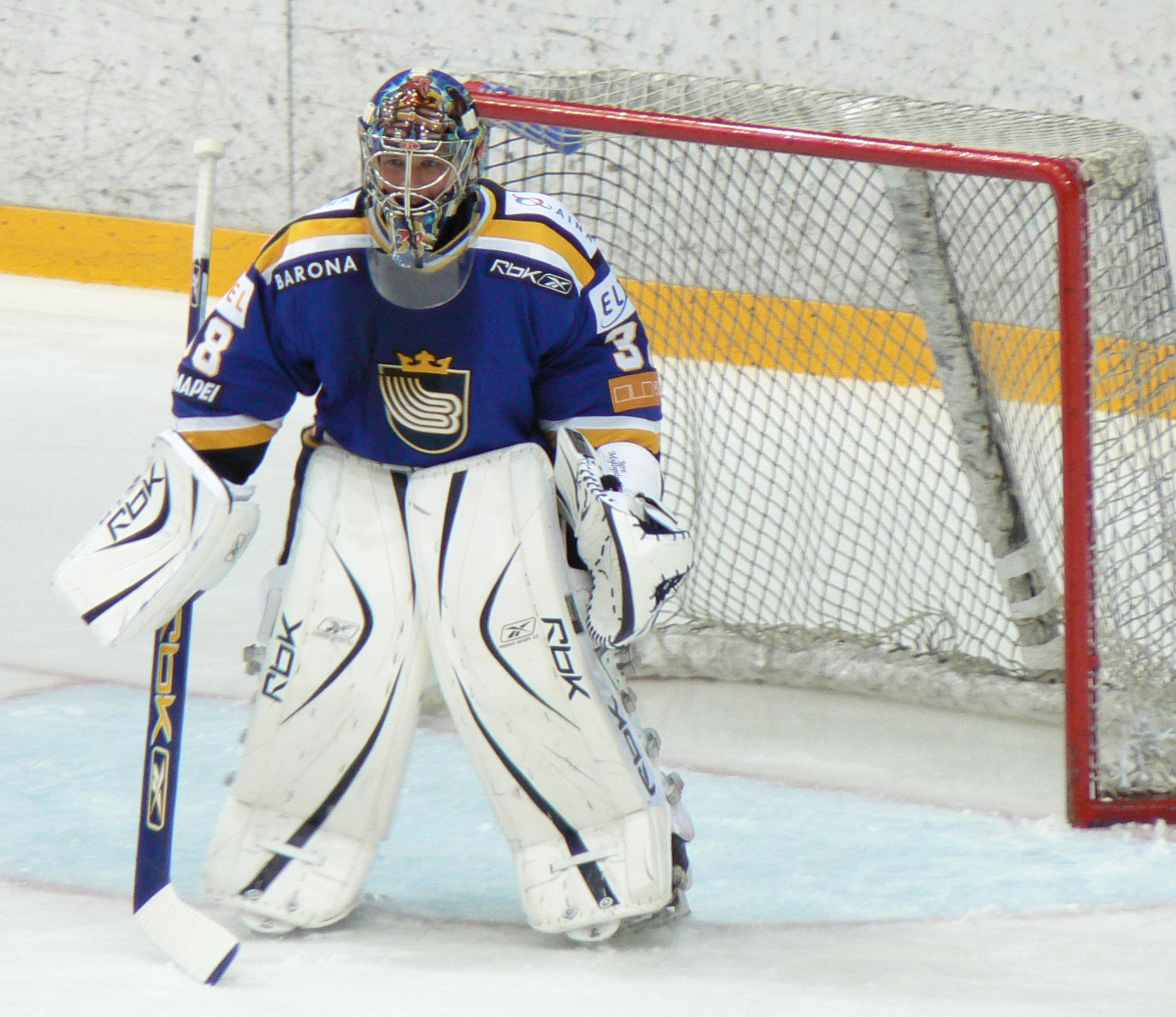
Jere Myllyniemi vaktar Espoo Blues målbur under Tampere Cup i augusti 2007.

Jere Myllyniemi, är en ishockeymålvakt född 24 januari 1983 i Kangasala, Finland. Jere Myllyniemi är 185 cm lång och väger 84 kg. Han har spelat 8 juniorlandskamper för Finland. Hans moderklubb är HJK Helsingfors. 32-årige Myllyniemi spelar numera i HPK. Säsongen 05-06 spelade Jere för finska Espoo Blues i SM-ligan. I januari 2008 kom han till Luleå HF. Han har också spelat i Leksands IF, vilka han signerade ett ettårskontrakt med.
Jere spelade med Rögle säsongen 2005-06, med mycket stor framgång. Han har sedan också tillhört NHL-laget Philadelphia Flyers och Lukko Rauma och även ett kortare besök i Frölunda HC.
Myllyniemi spelar nu för HPK i FM-ligan.